# Ulica Ogrodowa w Raciborzu
Ulica Ogrodowa w Raciborzu (daw. niem. Twarg-Gassestraße, poźn. Twaroske-Gassestraße) – raciborska ulica w dzielnicy Nowe Zagrody. Rozpoczyna się od skrzyżowania z ulicą Opawską, a kończy na skrzyżowaniu z placem Bohaterów Westerplatte.

## Przebieg i ruch uliczny
Ulica rozciąga się od skrzyżowania z ulicą Opawską, a kończy na skrzyżowaniu z placem Bohaterów Westerplatte. Długość ulicy to około 760 metrów. Przez ulicę przebiega trasa autobusowa komunikacji miejskiej, linia nr 3. Na całej jej długości obowiązuje normalny ruch uliczny. Ulica  wyłożona jest zwykłym asfaltem. Przez całą ulicę po obu stronach znajdują się chodniki wyłożone płytami betonowymi.

## Architektura

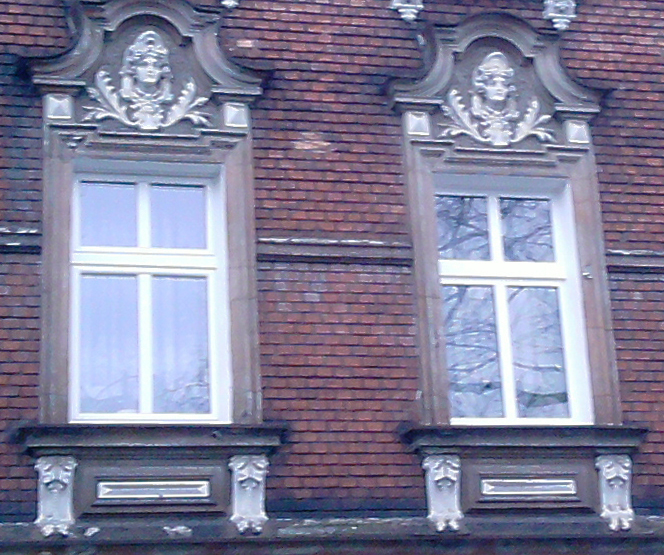
Druga kondygnacja kamienicy przy ul. Ogrodowej 10 z oknami okiennymi wspartymi na kroksztynkach

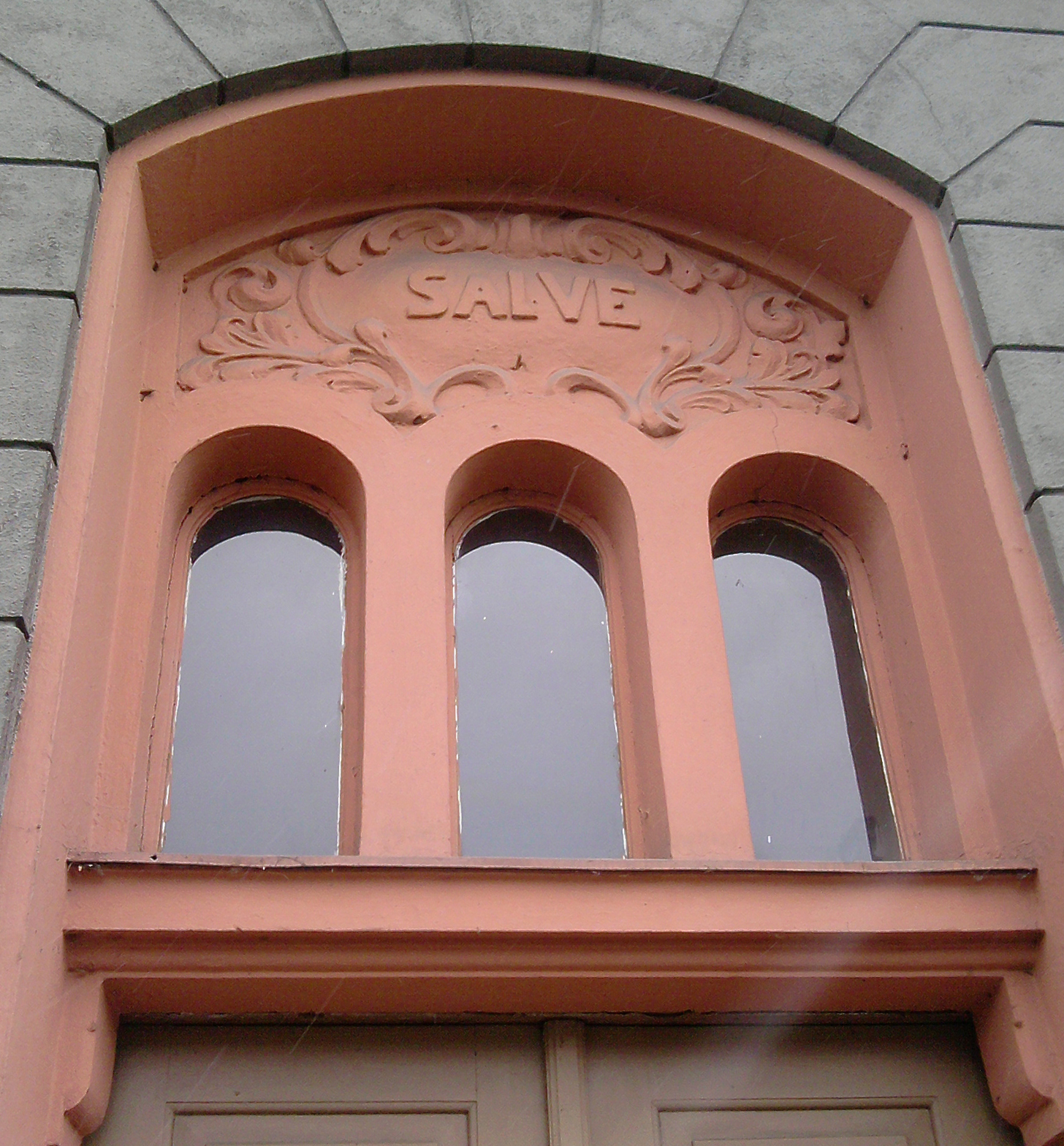
Nadświetle w kamienicy przy ul. Ogrodowej 30

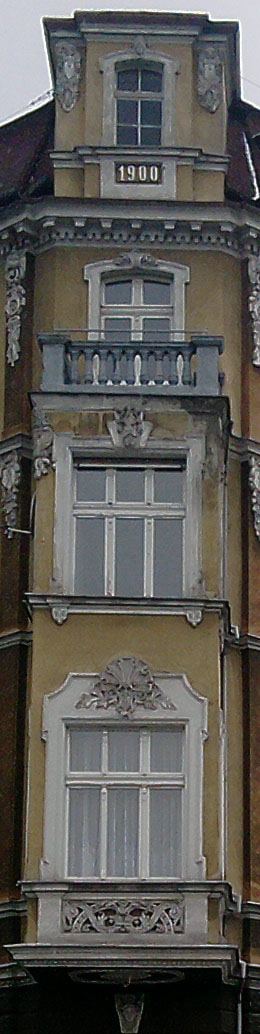
Wykusz z balkonem w kamienicy przy ul Ogrodowej 32

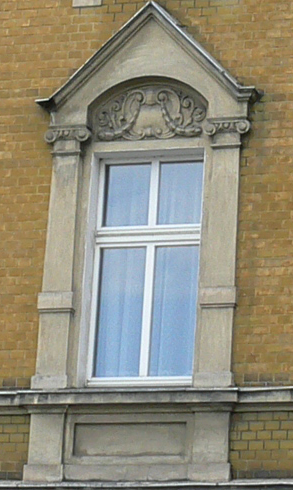
Naczółki na kamienicy przy ul. Ogrodowej 30

Kamienica przy ul. Ogrodowej 10 – wybudowana w latach 1890–1900 w stylu eklektycznym z elementami neobaroku. Budynek jest mieszkalno-handlowy, czterokondygnacyjny i znajduje się w linii zabudowy ulicy. Fronton jest ośmioosiowy, a na parterze nie zachowało się oryginalne tynkowanie. Pozostałe kondygnacje są licowane czerwoną cegłą. Druga i trzecie kondygnacja ponadto posiada otwory okienne, które są wsparte na kroksztynkach o motywie dekoracyjnym w postaci głów kobiecych klasycyzujących i kwiatu akantu. W półmansardowym dachu znajdują się lukarny.
Kamienica przy ul. Ogrodowej 15 – wybudowana w latach 1906–1909 w stylu secesyjnym według projektu Paula Kuhnerta. Budynek jest trzykondygnacyjny, murowany z cegły i znajduje się w linii zabudowy ulicy. Fronton posiada dwa ryzality i posiada zróżnicowaną fakturę tynków. Parter i elementy wyższych kondygnacji są boniowane. Ryzalit półkolisty posiada łukową i zamkniętą arkadę, która prowadzi do przejazdowej bramy. Portal jest wsparty na kolumienkach i zwieńczony łukiem, na którego osi znajduje się klucz. W kluczu znajdują się motywy słonecznika i winorośli. Otwory okienne posiadają profilowane obramienia. Płyciny podokienne i balkonowe posiadają motywy roślinne. Posiada liczne detale architektoniczne. W elewacji tylnej znajduje się ryzalit, do którego przylega oficyna w kształcie litery "L".
Kamienica przy ul. Ogrodowej 23 – wybudowana w latach 1900–1910 w stylu secesyjnym. Budynek jest czterokondygnacyjny, murowany z cegły, fragmentami tynkowany i wolnostojący, kiedyś był w linii zabudowy ulicy. Fronton znajduje się w układzie symetrycznym, w jego centrum znajduje się wieloboczny ryzalit. Ryzalit wsparty na dwóch kolumnach i dwóch półkolumnach, na których widoczne są poziome pasy z motywami roślinnymi i zwieńczone są głowicami z kartuszami. Nad głowicami znajdują się stojące orły. Parter jest boniowany. Ściany wyższych kondygnacji są licowane białą, glazurowaną cegłą. Otwory okienne posiadają proste obramienia. Na parterze dodatkowo zamknięte są odcinkiem łuku, a płyciny podokienne trzeciej kondygnacji posiadają motywy roślinne. W elewacji tylnej znajdują się dwa prostokątne ryzality. Kamienica posiada mieszkalne poddasze.
Kamienica przy ul. Ogrodowej 30 – wybudowana w ok. 1910 roku w stylu eklektycznym z elementami secesji. Budynek jest czterokondygnacyjny i wolnostojący, kiedyś była to kamienica narożna. W narożniku znajduje się czterokondygnacyjny wykusz, który wieńczy cebulasty hełm. Parter jest boniowany. Ściany wyższych kondygnacji są licowane żółtą, glazurowaną cegłą. Otwory okienne są w formie aedicul. Naczółki trójkątne znajdujące się na drugiej kondygnacji posiadają motywy roślinne i kartusze. Nad wejściem znajduje się nadświetle z napisem SALVE, który znajduje się w kartuszu. Kamienica posiada użytkowe poddasze. W elewacji tylnej znajduje się prostokątna wnęka. Całość pokrywa mansardowy dach.
Willa przy ul. Ogrodowej 31 – wybudowana na początku XX wieku w stylu secesyjnym z elementami eklektyzmu. Budynek jest dwukondygnacyjny i wolnostojący. Budowla wybudowana na planie prostokąta i posiada użytkowe poddasze. Fronton posiada ryzalit, który wieńczy trójkątny szczyt posiadający zdobienia w postaci płaskorzeźb. Początkowo była to willa Emila Pyrkoscha, który był honorowym obywatelem miasta. W 1916 roku właściciel przekazał ją na kupiecki dom młodzieżowy. Następnie znajdowała się tu szkoła handlowa, a obecnie mieści się Przedszkole nr 10. W elewacji tylnej znajduje się prostokątna wnęka. Budynek posiada liczne detale architektoniczne. Wokół willi znajduje się pierwotne ogrodzenie.
Kamienica przy ul. Ogrodowej 32 – wybudowana w ok. 1900 roku w stylu eklektycznym z elementami neobaroku. Budynek jest czterokondygnacyjny i wolnostojący, kiedyś była to kamienica narożna. W narożniku znajduje się dwukondygnacyjny, prostokątny wykusz, który wieńczy balkon z balustradą. Parter jest boniowany. Ściany wyższych kondygnacji są tynkowane. Nadproża okienne i płyciny podokienne posiadają reliefową dekorację neobarokową, którą stanowią tarcze herbowe, konchy, głowy kobiece i chimery. Całość jest zamknięta gzymsem koronującym. W dachu znajdują się lukarny, a w części narożnej facjatka. Kamienica posiada bogaty detal architektoniczny.

## Instytucje
Przedszkole nr 10 znajduje się przy ul. Ogrodowej 31. Placówka jest prowadzona przez Urząd Miasta, znajduje się w centrum miasta i otoczona jest ogrodem. Do przedszkola uczęszcza 150 dzieci znajdujących się w 6 oddziałach. Do placówki uczęszczają dzieci w wieku 2,5 do 6 lat.

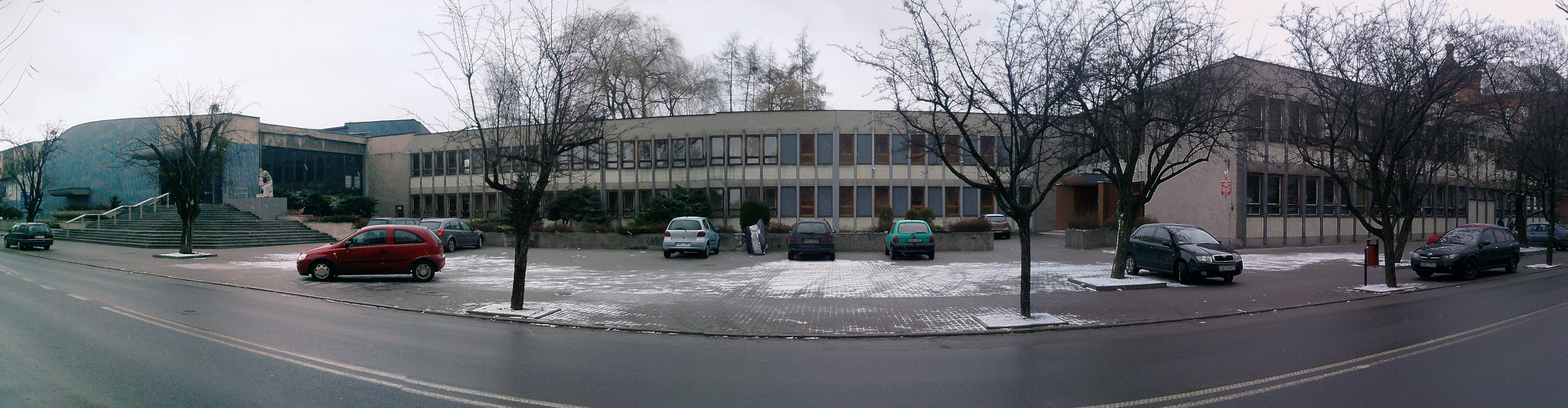
Państwowa Szkoła Muzyczna I stopnia im. Stanisława Moniuszki

Państwowa Szkoła Muzyczna I stopnia im. Stanisława Moniuszki znajduje się przy ul. Ogrodowej 7. Placówka kształci uczniów w dwóch cyklach: sześcioletnim dla dzieci w wieku od 6 do 9 lat oraz czteroletnim dla dzieci w wieku od 10 do 16 lat. Szkoła kształci w dziewięciu kierunkach: fortepian, akordeon, skrzypce, wiolonczela, gitara, flet, klarnet, saksofon i trąbka.

## Mapa
|  | Mapa ul. Ogrodowej |  |  |
|  |                    |  |  |